# Sociedade Esportiva Vila Aurora
La Sociedade Esportiva Vila Aurora est un club brésilien de football basé à Rondonópolis dans l'État du Mato Grosso.

## Palmarès
- Championnat du Mato Grosso de football
  - Champion : 2005